# Rotta di S. Martino
Rotta di S. Martino este o arie protejată (arie specială de conservare — SAC, sit de importanță comunitară — SCI) din Italia întinsă pe o suprafață de 32 ha, integral pe uscat.

## Localizare
Centrul sitului Rotta di S. Martino este situat la coordonatele 44°57′26″N 12°11′43″E / 44.957222°N 12.195278°E.

## Înființare
Situl Rotta di S. Martino a fost declarat sit de importanță comunitară în septembrie 1995 pentru a proteja 6 specii de animale. Situl a fost protejat și ca arie specială de conservare în iulie 2018.

## Biodiversitate
Situată în ecoregiunea continentală, aria protejată conține 2 habitate naturale: Dune împădurite cu Pinus pinea și/sau Pinus pinaster, Lacuri eutrofice naturale cu vegetație de tip Magnopotamion sau Hydrocharition.
La baza desemnării sitului se află mai multe specii protejate de  păsări (6): pescăruș albastru (Alcedo atthis), erete vânăt (Circus cyaneus), erete cenușiu (Circus pygargus), egretă mică (Egretta garzetta), stârc pitic (Ixobrychus minutus), sfrâncioc roșiatic (Lanius collurio)
Pe lângă speciile protejate, pe teritoriul sitului au mai fost identificate 2 specii de plante.